# Руни
Вижте пояснителната страница за други значения на Руни.
Руни се наричат буквите на азбука, използвана от германските народи, най-вече в Скандинавия и на Британските острови. Названието се използва още за сходните с тях по форма, но родствено несвързани с тях букви на старотюркската и староунгарската писменост, както и за писмеността на някои неразчетени прабългарски надписи.
За произхода на германските руни скандинавската митология разказва, че бог Один ги получил след като слязъл по дървото на живота Игдрасил и се принесъл в жертва. Най-ранните рунически надписи датират от 160 година от новата ера. С навлизането на християнството руните са изместени от латиницата. Въпреки това те продължават да се използват, но тяхната роля става по-специфична. Например в шведските провинции се използвали до 20 век както за декорации, така и за направата на рунически календари.
Руните са пригодени за писане върху твърд материал като камък или дърво с остър предмет. Били са заменени от латиницата, която е по-добра за писане върху папирус или кожа, но и също подходяща за надписи върху каменни предмети.

## Етимология на названието
Думата руна произхожда от староисландската дума rún и от старогерманската rūna, която означава шепот или тайно. В староанглийски думата означавала тайнство. Едно по-пълно определение на руна може да бъде прошепнато тайно тайнство. 
- Камък с рунически надписи
- Ръкопис с рунически надписи